# Saint-André-de-Vézines
Saint-André-de-Vézines es una comuna francesa situada en el departamento de Aveyron, en la región de Occitania.

## Demografía
| 153 | 109 | 102 | 120 | 108 | 117 | 134 |
| Para los censos de 1962 a 1999 la población legal corresponde a la población sin duplicidades (Fuente: INSEE [Consultar]) |     |     |     |     |     |     |